# Jenny Rasche

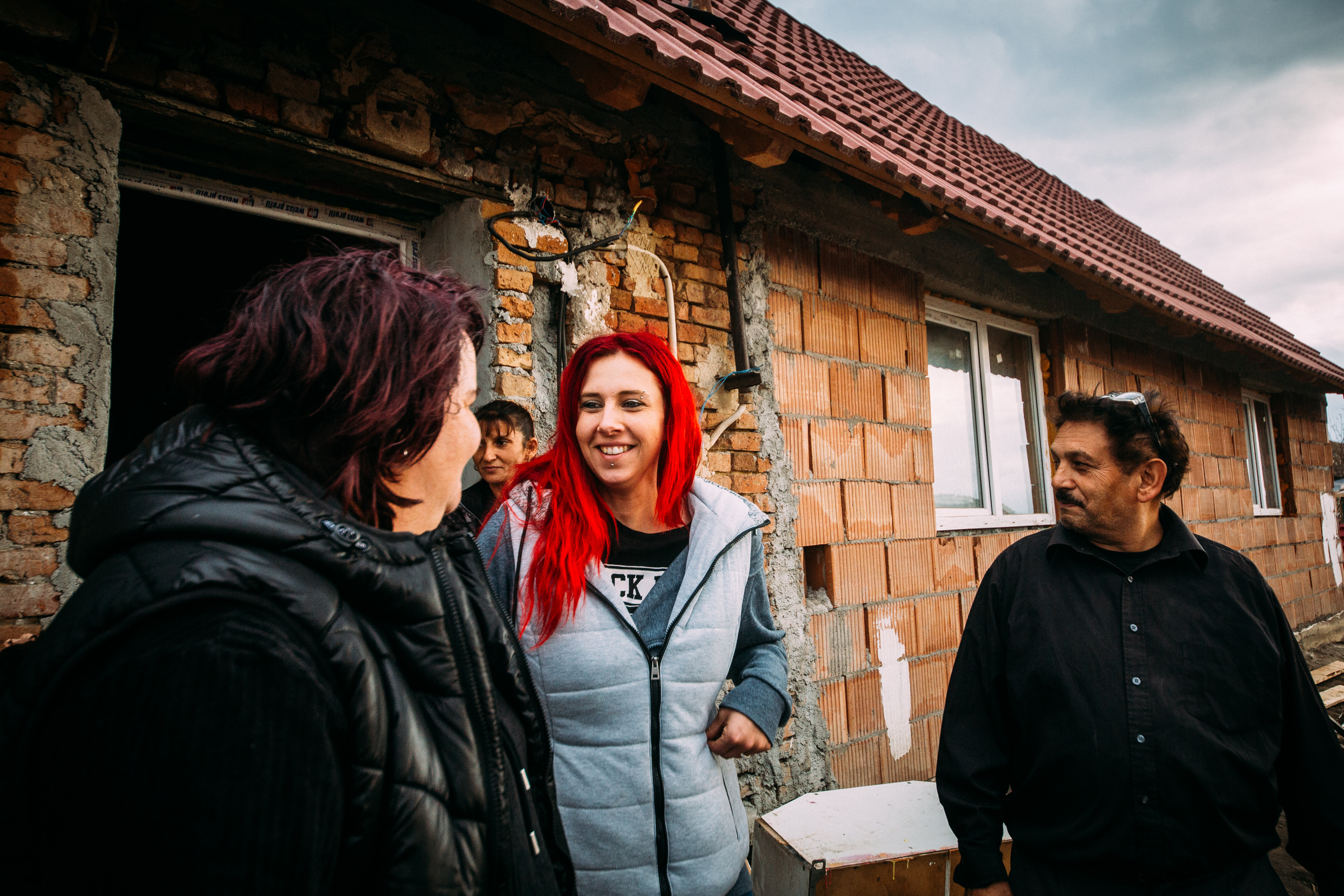
Jenny Rasche im Gespräch mit einer Romafamilie in Rumänien

Jenny Rasche (* 28. Mai 1983 in Wernigerode) ist eine deutsche Sozialarbeiterin. Sie ist Vorsitzende des in Stapelburg ansässigen Vereins Kinderhilfe für Siebenbürgen, der Romafamilien in Rumänien unterstützt.

## Leben und Wirken
Jenny Rasche wuchs mit einer Schwester auf einem Bauernhof im Nordharz auf. Sie ist gelernte Landwirtin und Sozialassistentin und erwarb 2003 an den Berufsbildenden Schulen I in Goslar die Fachhochschulreife im Bereich Wirtschaft. Ihr Vater Hilmar Rasche war von 2008 bis 2015 Ortsbürgermeister für die Partei Die Linke in Stapelburg. Rasche spricht fließend Rumänisch und legte in Rumänien die Allgemeine Hochschulreife ab. An der Lucian-Blaga-Universität in Hermannstadt studierte sie evangelische Theologie und soziale Arbeit und schloss das Studium 2012 mit einem Bachelor ab.
Als 19-Jährige erlebte sie bei einem privaten Besuch in Rumänien die schwierigen Lebensbedingungen vieler Romafamilien. Seit 2008 lebt sie mit ihrer Familie in der Nähe von Hermannstadt und kümmert sich vor allem um Kinder und Heranwachsende. Ihr 2003 gegründeter Verein, der sich nach eigenen Angaben vornehmlich durch Spenden finanziert, organisiert  auch Schulbesuche rumänischer Schüler mit guten Deutschkenntnissen in Deutschland – bis hin zur Option, das Gymnasium zu besuchen.
Über Rasche wurde in der Presse, im Hörfunk und TV-Beiträgen in ARD, MDR, Deutsche Welle, Deutschlandfunk und WDR berichtet. Das MDR Fernsehen hat eine fünfteilige Dokumentarserie über zehn Jahre ihrer Arbeit mit Roma-Kindern herausgebracht.
Ihre Eltern unterstützen ihre Arbeit, indem sie sich als Gasteltern für Roma-Kinder zur Verfügung stellen, Kleiderspenden für den Verein entgegennehmen und Hilfstransporte mit bis zu 40 Tonnen Gesamtgewicht organisieren. Rasches Verein setzt nach Angaben der Frankfurter Rundschau monatlich rund 60.000 Euro Spendengelder um und beschäftigt (Stand: 2021) zwölf Mitarbeiter. 2022 weitete der Verein sein Hilfsangebot auf Kriegsflüchtlinge aus der Ukraine aus.
Nach landesweiten Razzien im Herbst 2023 übergab die rumänische Polizei elf Kinder in die Obhut Rasches.
Rasche ist verheiratet und Mutter von sieben leiblichen und acht Pflegekindern.

## Ehrungen
- 2018: Nominierung für den Reinhard-Höppner-Engagementpreis der SPD Sachsen-Anhalt und SPD-Landtagsfraktion in Sachsen-Anhalt (zusammen mit ihrem Ehemann)[32]
- 2019: Lothar-Kreyssig-Friedenspreis der Stadt Magdeburg[33]
- 2021: European-Movement-Award, Kategorie Woman In Action[34][35]
- 2024: Radebeuler Couragepreis[36]